# Лукилијан, Клавдије, Ипатије, Павле, Дионисије и Паула
Свети мученици Лукилијан, Клавдије, Ипатије, Павле, Дионисије, и девица Паула су хришћански светитељи. Лукилијан је био жрец пагански, остарео као многобожац. Тек у дубокој старости поверовао је у Исуса Христа и крстио се. Његов прелазак у хришћанство изазвао је велико узбуђење међу многобошцима у Никомидији, и он је изведен на суд, па пошто се није хтео одрећи своје нове вере, бијен је и спотом бачен у тамницу. У тамници је затекао четири младића: Клавдија, Ипатија, Павла и Дионисија, који су били заточени због вере у Исуса Христа. Обрадовао се старац младићима и младићи старцу, и сви заједо проводили су време у побожним разговорима, молитвама и псалмопјању (певању псалама). Када су их извели из тамнице, мучили су их разним мукама, и најзад послали у Византију, где су младићи мачем посечени од војника, а Лукилијан на крст распет од Јевреја. Потом су му Јевреји цело тело изболи ексерима. Нека девица Паула јавно је узела тела мученика и сахранила их часно. За то је оптужена, и после мука посечена. Мучеништво њихово догодило се у време цара Аурелијана, између 270-275. године.
Српска православна црква слави их 3. јуна по црквеном, а 16. јуна по грегоријанском календару.